# Фульгенцій Ферандос
Ферран Карфагенський (Фульгенцій Ферандос) — християнський богослов римської провінції Африка, сучасний Туніс, який помер у 546 або 547 році.

## Біографія
Про його раннє життя відомо небагато. Наприкінці свого життя він був дияконом Карфагенської церкви та відомим богословом, з яким у 546 році консультувалися римські диякони Пелагій та Анатолій щодо справи Трьох глав, яка щойно розпочалася. Відповідь Феррана було збережено, але Факунд з Герміани, написавши взимку 546/47 р., розповідає про цю консультацію, називаючи Феррана « [...] laudabilis in Christo memoriæ Ferrando Carthaginiensi diacono scripserunt». Він, ймовірно, супроводжував свого господаря і покровителя, Фульгенція Руспійського, у вигнання на Сардинію, коли єпископи африканської церкви були вигнані зі своїх кафедр аріанським королем вандалів Трасамундом. Після смерті Трасамунда і приходу на престол Гільдеріка в 523 році вигнанцям було дозволено повернутися, і Фульгенцій, хоча і був лише дияконом, незабаром отримав важливе місце в африканській церкві. З ним часто консультувалися щодо складних богословських проблем того часу, і він був відомий як один із найбільш сумнівних поборників ортодоксії в західному християнському світі.
Не з власного бажання він був змушений брати активну участь у суперечці, викликаній засудженням Трьох глав імператором Юстиніаном. На прохання папи Вігілія римські диякони Пелагій і Анатолій передали питання, пов’язані з осудом імператора творів Феодора Мопсуестійського, Феодорита Кіра та Іба Едеського, своєму карфагенському побратиму, просячи в той же час викласти справи перед африканськими єпископами. Феррандос одразу ж найбільш рішуче заявив про те, щоб піддатися задумам імператора (Ep. VI, ad Pelagium et Anatolium diaconos). Його рішення було схвалене Рустиком, архієпископом Карфагена, і згодом був ратифікований радою африканських єпископів, на якій очолював Рустик, і в якій було погоджено розірвати всі відносини з Папою Вігілієм. Феррандус помер незабаром після цієї події і до скликання Другого Константинопольського собору в 553 році.

## Писання
Його твори переважно носять доктринальний характер. Він захищав тринітарні доктрини проти аріан і займався, крім того, питанням двох природ у Христі, хрещенням і Євхаристією. Він склав «Breviatio Canonum Ecclesiasticorum», у якому узагальнив у двісті тридцять два канони вчення найперших Вселенських соборів щодо способу життя єпископів, священиків, дияконів та інших церковників, а також поведінки, яку слід дотримуватися. щодо євреїв, язичників і єретиків.
Він також написав на прохання коміта (який, ймовірно, був військовим губернатором Північної Африки) трактат про християнське правило життя для солдатів, у якому він виклав сім правил, які він пояснив і впровадив, а також дав свідчення про свою побожність і практична мудрість.

### Життя Фульгенція Руспійського
З тих пір, як П'єр Піту написав у 1588 році, його загалом вважали автором Життєписа Фульгенція Руспійського. Однак ця атрибуція не ґрунтується на будь-яких ознаках численних рукописів. Збереглися два листи Феррана про Фульгенція, де він розпитує його з питань релігії, і є відповідні відповіді від Фульгенція. Наприкінці листа до абата Евгіппа, написаного відразу після смерті Фульгенса (532 р.), Ферран нагадує про запланований проект «Житія», але не стверджуючи автора. Якщо Ферран є автором цього Житія, то з пролозі ми дізнаємося, що він жив у маленькому монастирі, який єпископ Фульгенс заснував під час свого переміщення на Сардинію. Але один із останніх редакторів тексту Антоніно Ізола ставить під сумнів його авторство аж до «Псевдо-Феррана» і вирішив як автора призначити Редемпта ченцем Телепта.

### Листи
Також Ферран зберігає сім листів, переданих масою: два, якими він допитує Фульгенса де Руспе (перший на питання про те, чи був врятований ефіопський катехумен, який помер під час хрещення, другий про догмат про Трійці та питання про те, чи божество Христа постраждало на хресті), і п’ять інших, деякі дуже довгі, які є правдивими невеликими трактатами з богослов’я (зокрема відповідь дияконам Пелагію та Анатолію на три розділи, якими він виголосив проти едикту Юстиніана або дуже довгого листа до графа Регіна про обов'язки християнського офіцера, представленого у вигляді семи правил. Лист до Євгіппи, раніше відомий у скороченій версії (досі відтворений у PL), був опублікований вперше в цілісній версії в 1828 році кардиналом Анджело Май, згідно з рукописом гори Кассін.
З іншого боку, Ферран є автором Breviatio canonum ecclesiasticorum, збірки з 232 канонів, ухвалених найстарішими грецькими та африканськими соборами, вперше опублікованих П’єром Піту.